# Palparellus ulrike
Palparellus ulrike is een insect uit de familie van de mierenleeuwen (Myrmeleontidae), die tot de orde netvleugeligen (Neuroptera) behoort. 
Palparellus ulrike is voor het eerst wetenschappelijk beschreven door Mansell in 1996.